# Kakaki

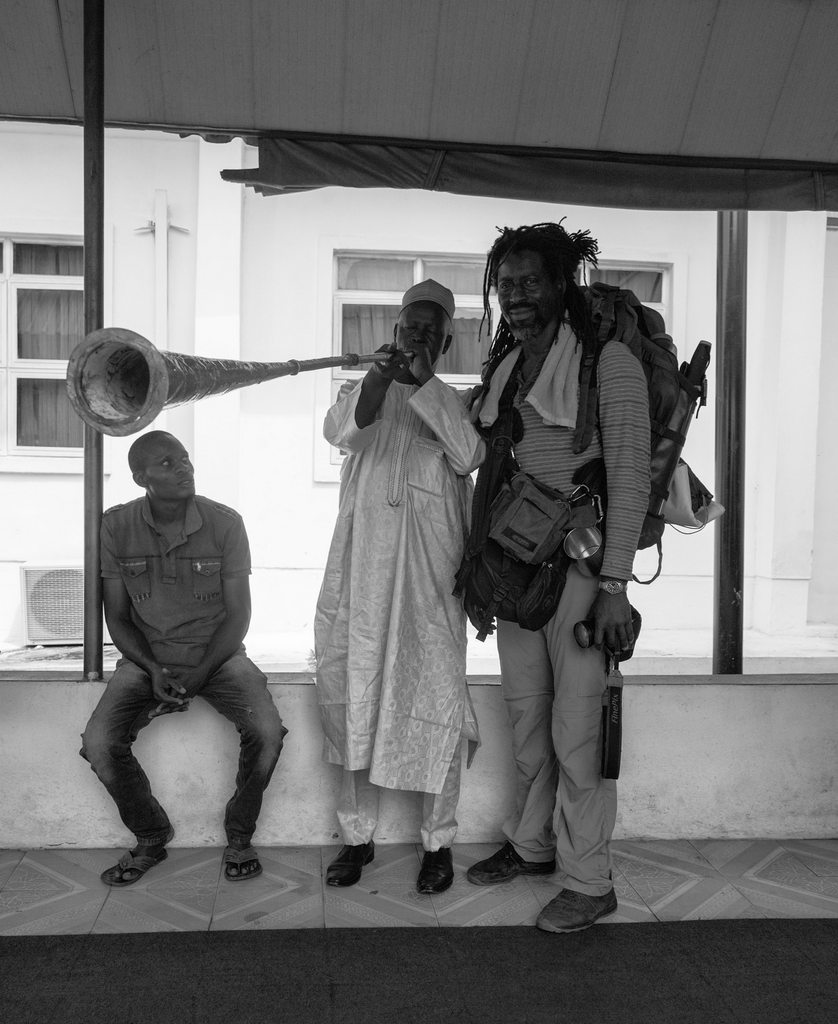
Joueur de Kakaki au palais de l'Ooni d'Ife, dans l'État d'Osun, dans l'ouest du Nigeria.

Le kakaki ou kakakai est une trompe de trois ou quatre mètres de long utilisée par les Haoussas dans des musiques cérémonielles. Le terme kakaki est utilisé au Tchad, Burkina Faso, Niger, Nigeria et au Bénin où il est orthographié kãakãagi en baatonum (bariba). L'instrument est également appelé waza au Tchad, au Cameroun et au Soudan et malakat en Éthiopie. 
Le kakaki vient à l'origine de la cavalerie Sonrhaïs où il est exclusivement joué par des hommes. Dans la société haoussa, cet instrument est associé à la royauté et seulement utilisé lors d'évènements au palais du roi ou du sultan.